# Poua Montserrat

La Poua Montserrat, respecte del terme de Castellcir

La Poua Montserrat és una poua, o pous de glaç, del terme municipal de Castellcir, al Moianès.
Està situada a la zona occidental del terme, a prop i al nord-est de la masia d'Esplugues i del Pont d'Esplugues, a l'esquerra de la Riera de Fontscalents. És a llevant dels Camps de Portet, a ponent del Sot de la Millera i al sud-oest de la font de Fontscalents. A prop i al sud-oest hi ha un altre pou de glaç: el Pou d'Esplugues.
Està construïda sobre el marge esquerre de la riera, amb uns contraforts que la reforcen. Està oberta lateralment, amb uns troncs que en protegeixen l'obertura.
Entre els segles XVII i XX, es feia glaç aprofitant les obagues i l'aigua de les rieres, entre elles la de Castellcir, per vendre'l a Castellterçol, Moià i Barcelona. El transport es feia a la nit en carruatges de tir animal.

## Etimologia
La poua rep aquest nom, expressat en forma d'aposició, de la masia a la qual pertany el pou de glaç, el Mas Montserrat.